# Rune Lund
Rune Lund (født 30. oktober 1976 i København) er cand.scient.pol. og politiker. Han var medlem af Folketinget for Enhedslisten fra 2015 til 2022 og fra 2005 til 2007.

## Liv og karriere
Rune Lund er søn af journalist Kurt Lund og lektor Gunhild Paaske. Lund startede sin politiske karriere i Operation Dagsværk og elevorganisationen Danske Gymnasieelevers Sammenslutning (DGS). Han fortsatte efter studentereksamen fra Vestre Borgerdyd Gymnasium i 1995 med at være aktiv i Operation Dagsværk, hvor han var formand i 1995-1996.
I 1998 begyndte Lund for alvor at blive aktiv i Enhedslisten, hvor han har været medlem af både hovedbestyrelsen og arbejdsudvalget. Især i EU-spørgsmål har han været med til at formulere Enhedslistens politik.
Lund blev valgt til Folketinget i Fyns Amtskreds ved folketingsvalget 2005 hvor han sad til 2007. I 2015 blev han valgt igen i Fyns Storkreds. Ved valget i 2019 blev han genvalgt i Københavns Storkreds.
Lund var under sin første periode i Folketinget ordfører på områderne: EU, Europarådet, Israel/Palæstina, bistandspolitik og trafikpolitik.
Ved valget i 2015 opnåede Lund 530 personlige stemmer og blev dermed den kandidat i Folketinget med færrest personlige stemmer.
I maj 2022 meddelte Rune Lund at han ville forlade Folketinget, da hans familie skulle flytte til Kenya, hvor hans kone havde fået arbejde. Han udtrådte af Folketinget pr. 10. august 2022.

## Eksterne kilder og henvisninger
- Officiel hjemmeside
- Rune Lund på Folketingets hjemmeside

|  | Artiklen om politikeren Rune Lund kan blive bedre, hvis der indsættes et (bedre) billede. Du kan hjælpe ved at afsøge Wikimedia Commons for et passende billede eller uploade et godt billede til Wikimedia Commons iht. de tilladte licenser og indsætte det i artiklen. |